# Simulium caprii
Simulium caprii är en tvåvingeart som beskrevs av Peter Wolfgang Wygodzinsky och Coscaron 1967. Simulium caprii ingår i släktet Simulium och familjen knott. Inga underarter finns listade i Catalogue of Life.